# TeX Live
TeX Liveは、TeXディストリビューションの1つ。サポートを終了したteTeXというディストリビューションの代替とされ、Fedora、Debian、Ubuntu、Gentoo などのLinuxディストリビューションでは、デフォルトのTeXディストリビューションである。
OpenBSD、FreeBSD、NetBSD といった他のUNIXディストリビューションも、teTeXからTeX Liveへの移行を進めている。

## 経緯
このプロジェクトは、元来Sebastian Rahtzが1996年にTeX Users Groupを含む世界中のTeXユーザグループとの共同作業で始めたものであり、現在はKarl Berryがメンテナンスを行っている。
バージョン2009まで、TeX LiveはCD ROM、DVD ROMや他のモバイルデバイスから直接起動したり、「活性化」することができた。しかし、TeX Live 2010以降のTeX Collection DVDでは、ストレージ空間の制限により起動不可となっている。TeX Liveは、TeX Directory Structureに準拠する。
バージョン2009以降では、Microsoft WindowsとmacOS用にTeXworksエディタとベクタグラフィックス言語Asymptoteが含まれている。
macOSには、TeX Liveに準拠し、Mac上でTeXを使うためのツール群（TeXShopエディタや文献管理機構BibDeskなど）が含まれるMacTeX がある。TeX Liveは、MacPortsでもコンパイルやインストールが可能である。

## 日本語の収録
TeX Live 2010以降、日本語対応のパッケージが数多くマージされている。
2010にはpTeX/pLaTeXを収録。
2011にはレジストリ数を拡張したε-TeXの日本語対応版であるε-pTeXを収録。
2012にはpTeX、ε-pTeXの内部Unicode処理版であるupTeX、ε-upTeXを収録。IPAフォントを収録。babel-japaneseパッケージを収録。Open Type Font用VF (japanese-otf-uptex) を収録。LuaTeX-jaを収録。